# Amfipode
Amfipode (Amphipoda) este un ordin de crustacee malacostracee fără carapace, în general comprimate lateral. Amfipodele variază în mărime de la 1→340 mm și sunt în mare parte detritivore sau necrofage. Există peste 9,500 de specii amfipode descrise până acum. Acestea sunt în mare parte animale marine, dar se găsesc în aproape toate mediile acvatice. Cca. 1,900 de specii trăiesc în apa dulce, iar ordinul include, de asemenea animale terestre, cum ar fi Talitrus saltator.